# 今津駅 (兵庫県)
今津駅（いまづえき）は、兵庫県西宮市にある、阪神電気鉄道（阪神）・阪急電鉄（阪急）の駅。駅番号は阪神がHS 16、阪急がHK-21。

## 概要
阪神の本線と阪急の今津線（通称・今津南線）が接続し、このうち今津線は当駅を始発駅とする。
阪急と阪神の駅はペデストリアンデッキで結ばれている。この連絡通路にはエレベーターも2カ所設置されており、バリアフリーにも配慮されている。
西宮市道今津西線を横断する阪神電車の踏切廃止を主目的として2001年に完全高架化された。

## 歴史
今津線の西宮北口駅 - 今津駅間延伸に伴い、阪神と阪急の接続駅として双方ほぼ同時に開設された駅である。なお、当駅の開業前は隣駅の久寿川駅が今津駅を名乗っていた。
開業以来地上駅であったが、平成期に阪急・阪神ともに高架化された。

### 年表
- 1926年（大正15年）
  - 12月18日：阪神急行電鉄（のちの阪急電鉄）今津線の西宮北口駅 - 今津駅間延伸により、阪急今津駅開業[3]。ただし、当初は今津港への延伸を予定していたため、やや北側の位置に仮駅舎を設置した[1]。
  - 12月19日：今津線との接続駅として阪神電気鉄道本線上に阪神今津駅（2代目）開業。同時にそれまでの今津駅（初代）は久寿川駅に改称[4]。
- 1928年（昭和3年）4月1日： 阪急今津駅が仮駅舎より移転[1]。
- 1949年（昭和24年）12月13日：阪急今津線暴走事故発生。今津線の電車が暴走して当駅から阪神本線の上り線に侵入。上り線を約700メートル驀進し、隣駅の久寿川駅ホームに接触して停止した。
- 1990年（平成2年）3月13日：阪急今津駅高架化工事着工[5]。
- 1993年（平成5年）5月23日：阪急今津駅、200メートル北側の仮設ホーム（現在の高架駅舎の1階部分。1面2線の頭端式）へ移設[1]。
- 1995年（平成7年）
  - 1月17日：阪神・淡路大震災発生により阪神本線、阪急今津南線ともに運休[3][4]。
  - 1月23日：阪急今津南線復旧により、阪急今津駅の営業再開（同年2月5日に今津線全線復旧[3]）。
  - 1月26日：甲子園駅 - 青木駅間運転再開により、阪神今津駅の営業再開（同年6月26日に全線復旧[4]）。
  - 12月16日：阪急今津駅、高架駅へ切替[6]。
- 1998年（平成10年）5月30日：阪神今津駅、下り線のみ高架駅へ切替[7]。
- 2001年（平成13年）
  - 3月3日：阪神今津駅、高架駅へ完全切替[8]。
  - 3月10日：それまでも一部時間帯に行われていた阪神の快速急行・急行停車の時間帯が拡大し、快速急行は全列車停車、急行は平日夕方以降と土曜・休日終日の停車となる。
- 2009年（平成21年）
  - 3月20日：阪神でダイヤ改正が実施される。快速急行と急行の停車時間帯が見直され、急行は全列車停車になる代わりに、快速急行は土休日のみの停車となる。
  - 3月23日：改正後最初の平日ダイヤでの運行日。区間特急の停車開始。
- 2013年（平成25年）12月21日：阪急今津駅に駅番号導入[9][10]。
- 2014年（平成26年）4月1日：阪神今津駅に駅番号導入[11][12]。
- 2019年（平成31年）3月：阪神今津駅、大阪側へホーム延伸、170m程度の長さとなる[13]。
- 2020年（令和2年）3月16日：阪神、平日の日中にも快速急行が停車するようになる[14]。
- 2022年（令和4年）12月19日：阪神、平日の夕方以降も快速急行が停車するようになる[15]。

## 阪神電気鉄道
相対式ホーム2面2線を有する高架駅。分岐器や絶対信号機を持たないため、停留所に分類される。
改札口・コンコースは2階にあり、1か所のみ。ホームは3階にある。ホームは高架化の際に延伸され、有効長は19m級車両6両編成分（約120m）から8両編成分（約160m）となった。のち、2019年3月に大阪側にホームを約10m延伸し有効長は約170mとなったことで、近畿日本鉄道の21m級車両8両編成の停車も可能となった。高架化の際に延伸された箇所は20年近く使用されなかったが、2020年3月14日のダイヤ改正より土曜・休日の快速急行の殆どが8両編成となったため、同日より使用開始。またこれに合わせて、足元の乗車目標が青色○（阪神車）、赤色△（近鉄車）とも1〜8に変更された。
トイレは改札内奥にある。
コンコースはエキーマ今津（後述）2階部分と直結している。
区間特急・急行・区間急行停車駅であり、平日朝ラッシュ時以外は快速急行も停車する。

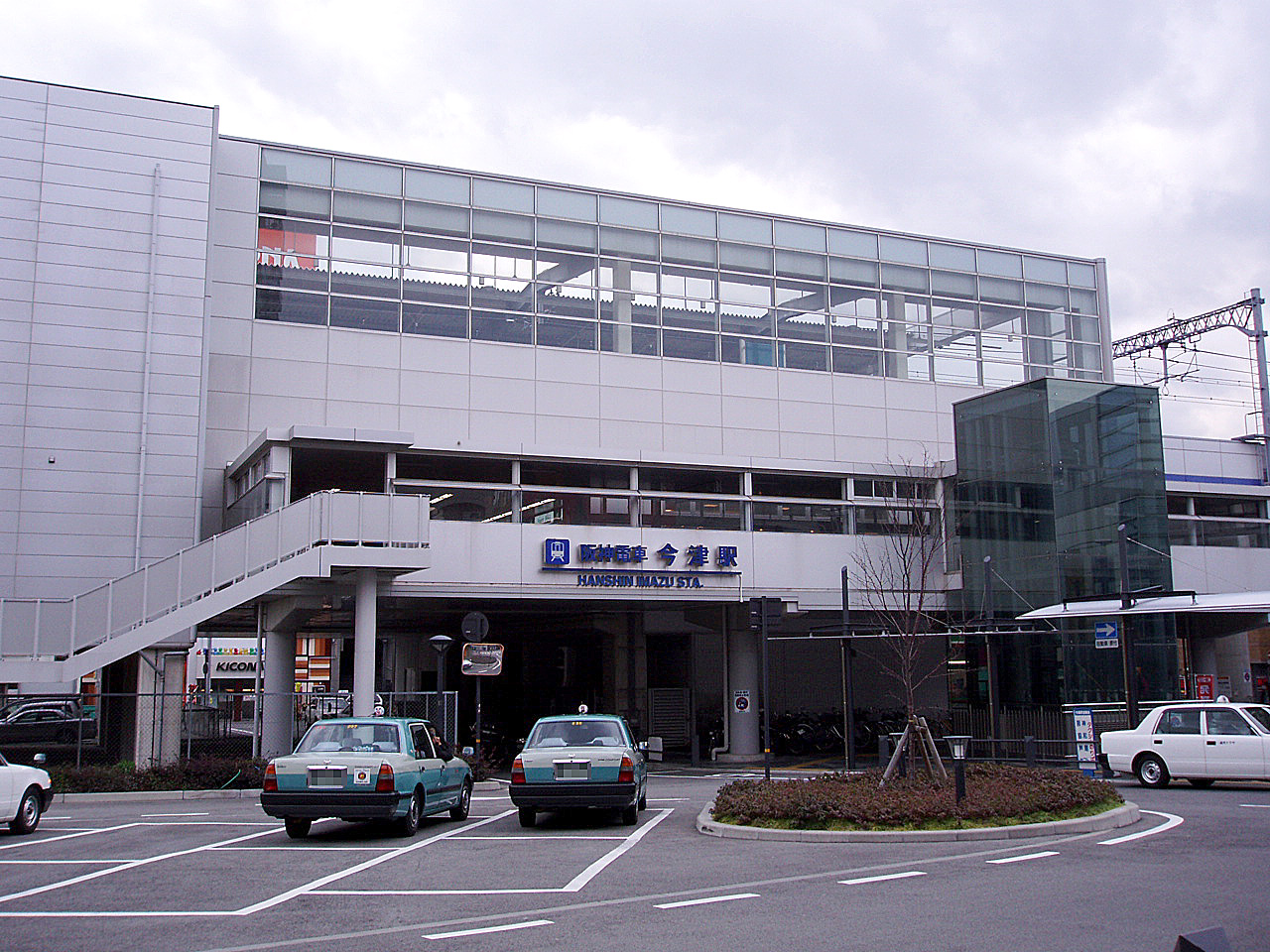
2001年に高架化された阪神今津駅
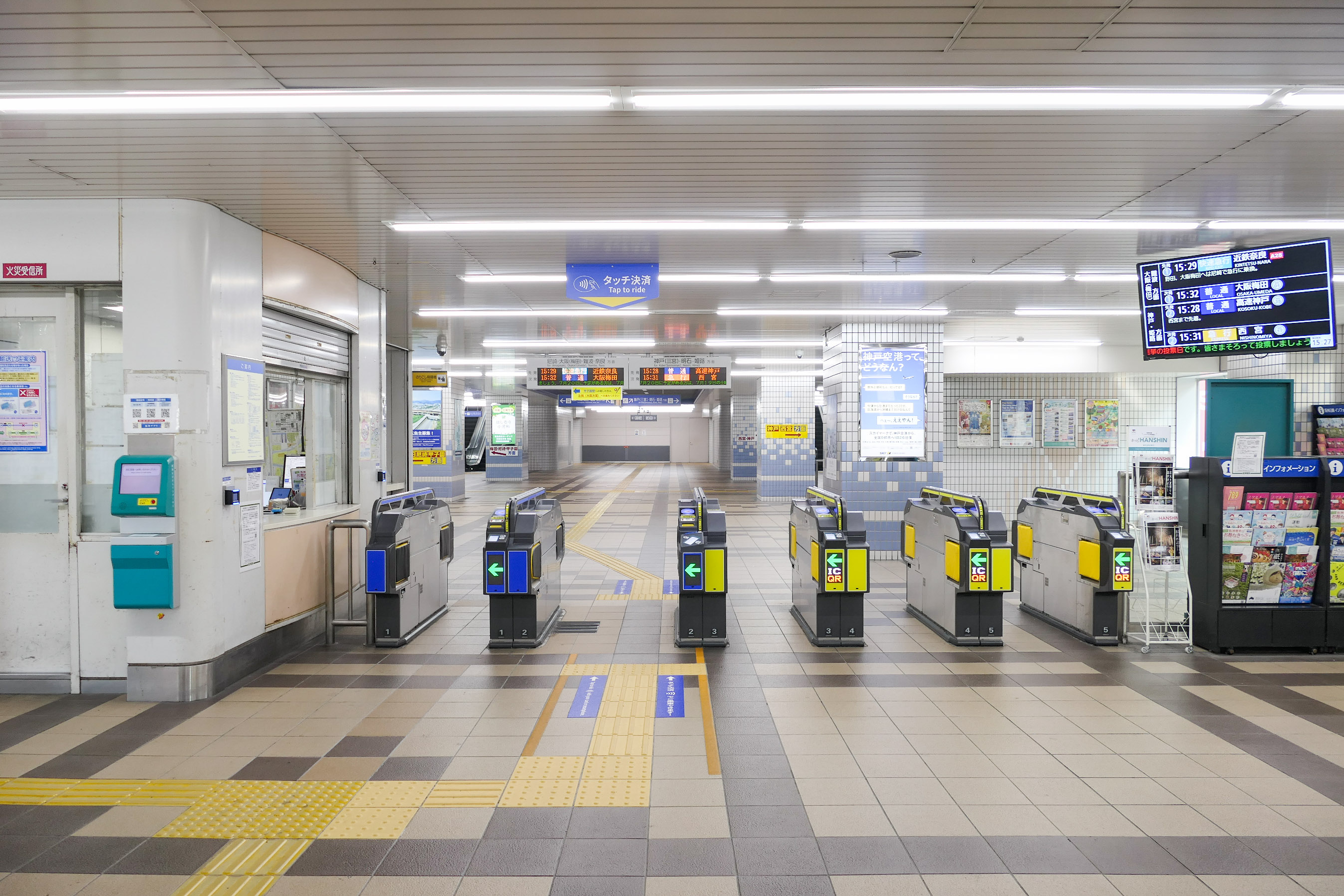
阪神改札口
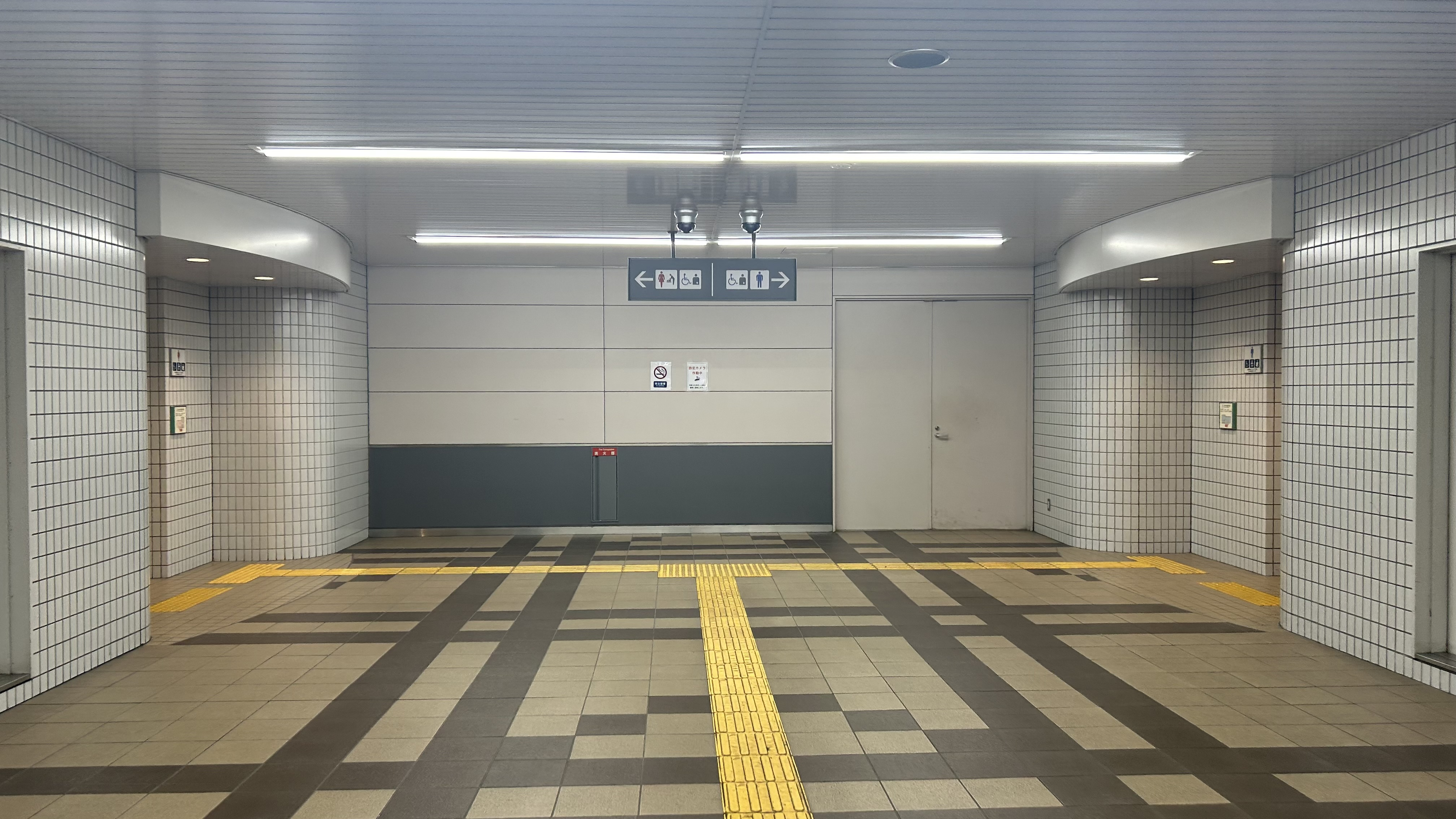
トイレ
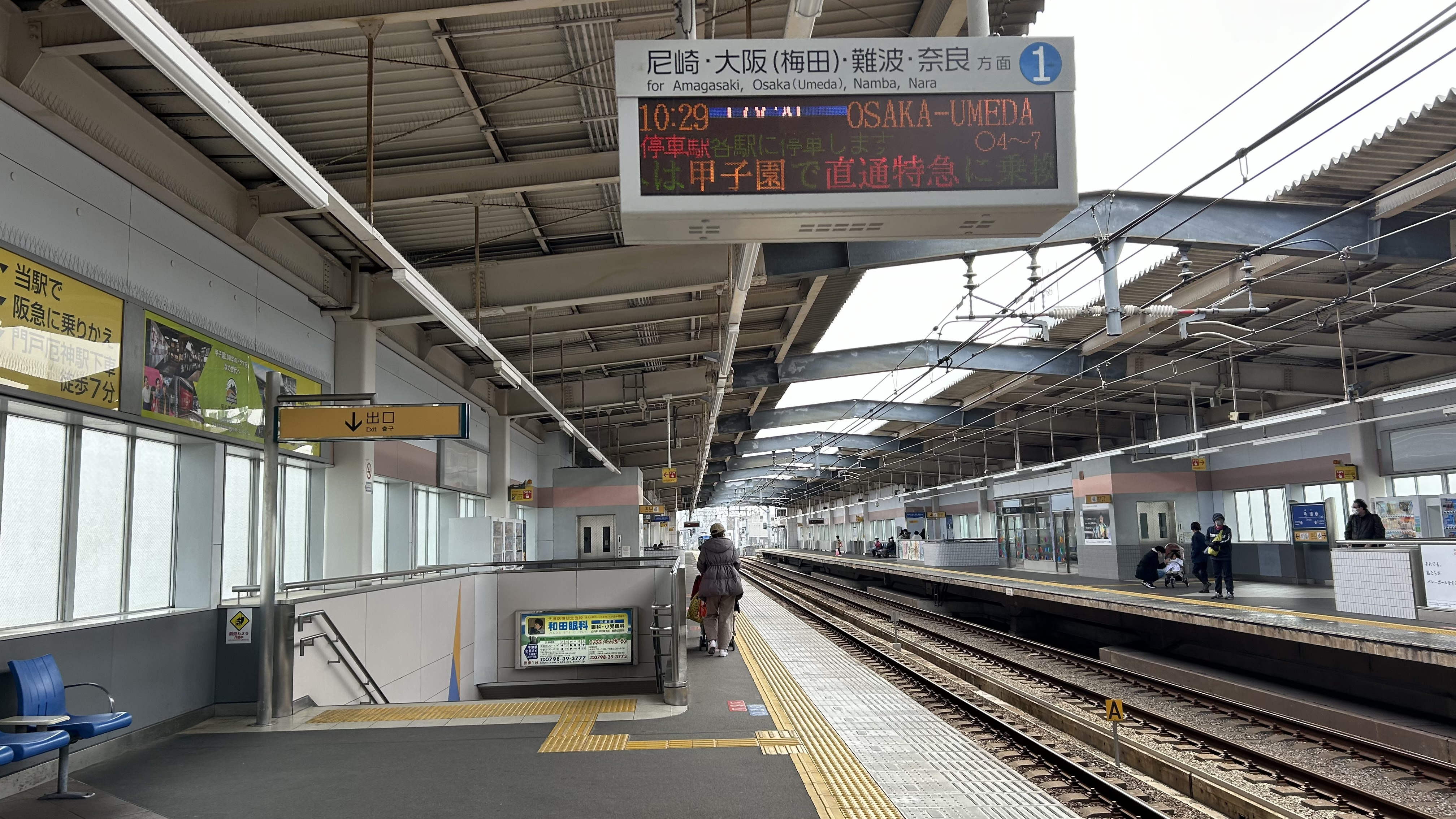
1番線ホーム（2025年3月）
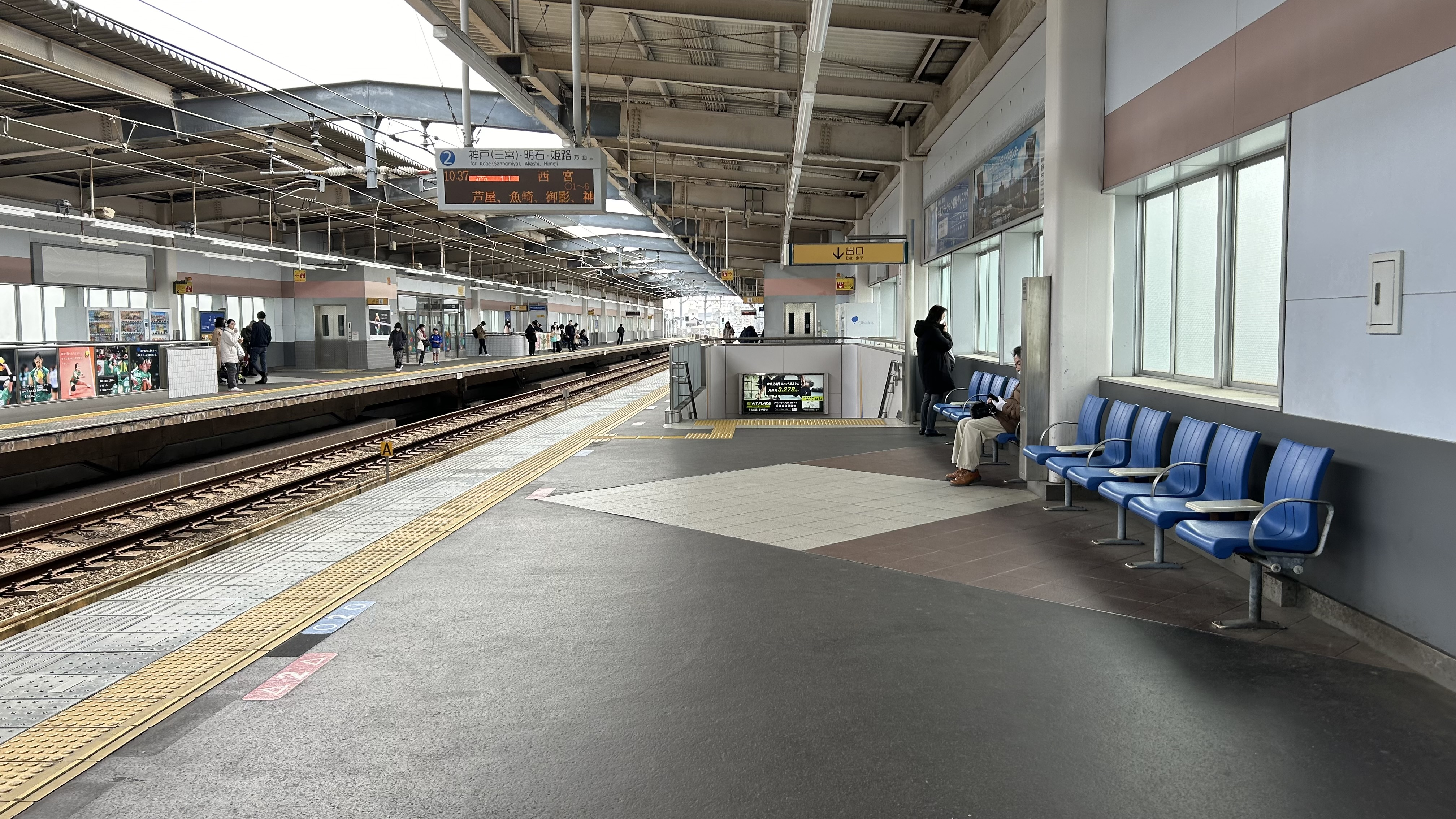
2番線ホーム（2025年3月）
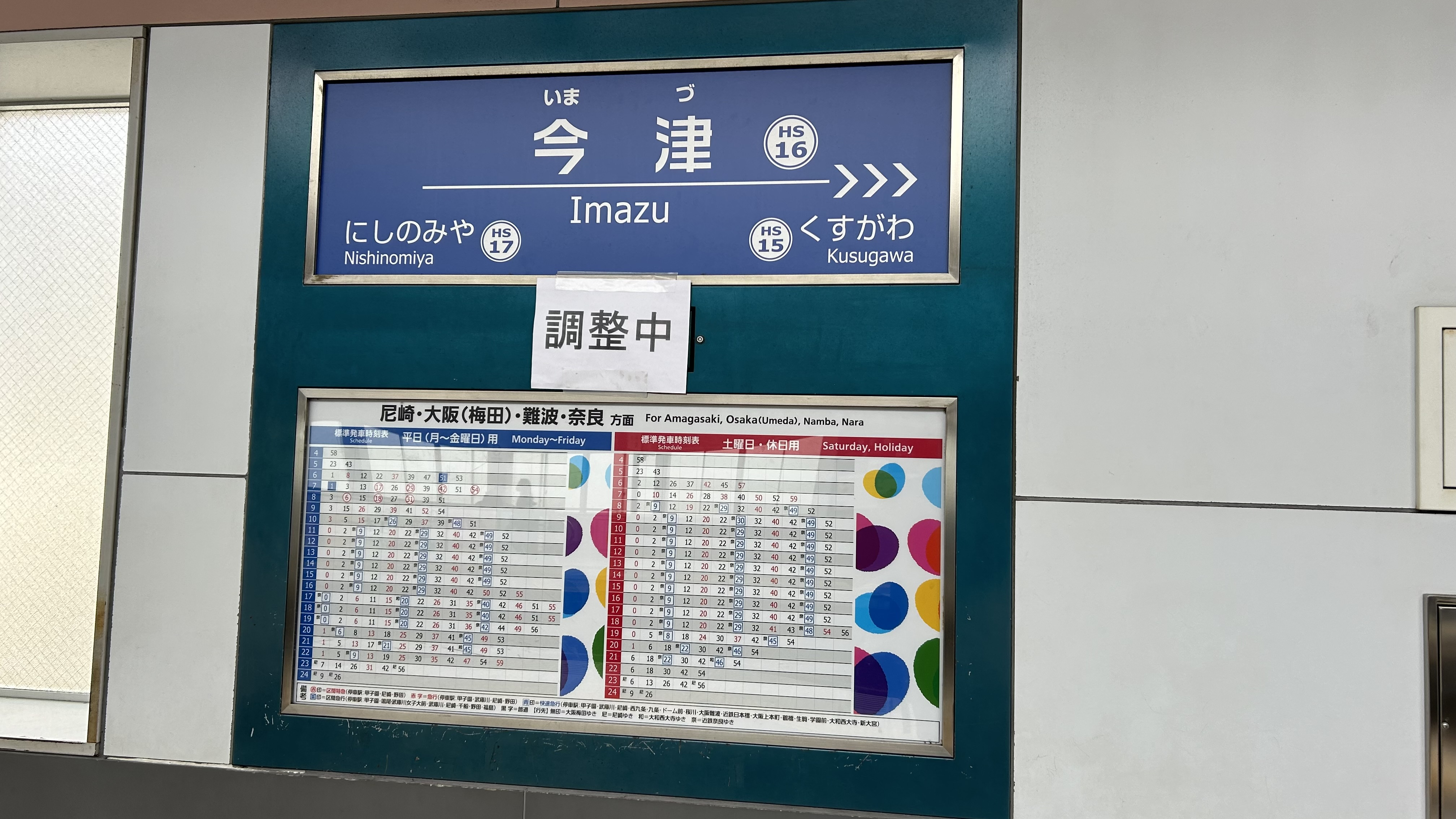
阪神駅名標

### のりば
| 番線 | 路線  | 方向 | 行先                               |
| ---- | ----- | ---- | ---------------------------------- |
| 1    | ■本線 | 上り | 尼崎・大阪（梅田）・難波・奈良方面 |
| 2    | ■本線 | 下り | 神戸（三宮）・明石・姫路方面       |

- 魚崎駅・武庫川駅と同形式のLED式発車標が両ホームとも2か所ずつ階段付近に設置され、2008年11月28日から本格的に使用を開始している。また同時に、自動放送も固定音声から詳細放送に変更された。なお、両ホームとも、大阪寄りの発車標はホーム延伸に伴い2020年3月14日のダイヤ改正直前に1両分東側に移設された。
- 従来は駅構内に上記の番線標は存在しなかったが、ホームの案内表示装置には大阪方面が (1) 、神戸方面が (2) と、それぞれ表記（正確には丸付き数字）されている。ただし、その番号は自動放送に反映されていない（芦屋駅と同じ形式）。
- ホームへの案内表示装置設置に合わせ、2階改札口付近にも、大阪方面・神戸方面それぞれ直近の停車列車2本を表示するLED式発車標が同時に設置された。のち、改札口横には、発車標を兼ねた大型モニターが設置され、輸送障害時の運転状況などがリアルタイムで案内できるようになった。

| ← 梅田方面 | 今津駅配線略図 | → 三宮・元町方面 |
| 凡例 出典: |                |                  |

## 阪急電鉄
島式ホーム1面2線を有する高架駅。改札口は2階にあり、阪神電車寄りに1か所のみ。ホームは3階にあり、有効長は4両編成対応となっている。2024年にはホームにワンマン運転支援用のホームセンサーが設けられている。
券売機の隣には売店（ラガールショップ）があったが閉店している。その対面にはかつてほっかほっか亭が営業していたが閉店し、その後は金券ショップ → マッサージ店 → 理髪店となっている。
トイレは改札内奥にある。
阪神国道駅との駅間距離は700メートル強しかない。これは阪急電鉄で最も短い駅間距離であり、直線でもあるため互いの駅同士が肉眼で確認できる（電車の動きもよく分かる）。駅高架化の際に駅間距離が短縮され、その影響で甲東園駅までが初乗り区間（大人150円）となるなど一部の駅で当駅までの運賃が値下げされた。

### のりば
| 号線 | 路線    | 行先                                 | 備考              |
| ---- | ------- | ------------------------------------ | ----------------- |
| 1・2 | ■今津線 | 西宮北口・大阪・神戸・京都・宝塚方面 | 主に2号線から発車 |

通常は2号線に発着するが、今津行き最終のみ（今津駅到着後は回送として折り返す）は1号線を使用する。

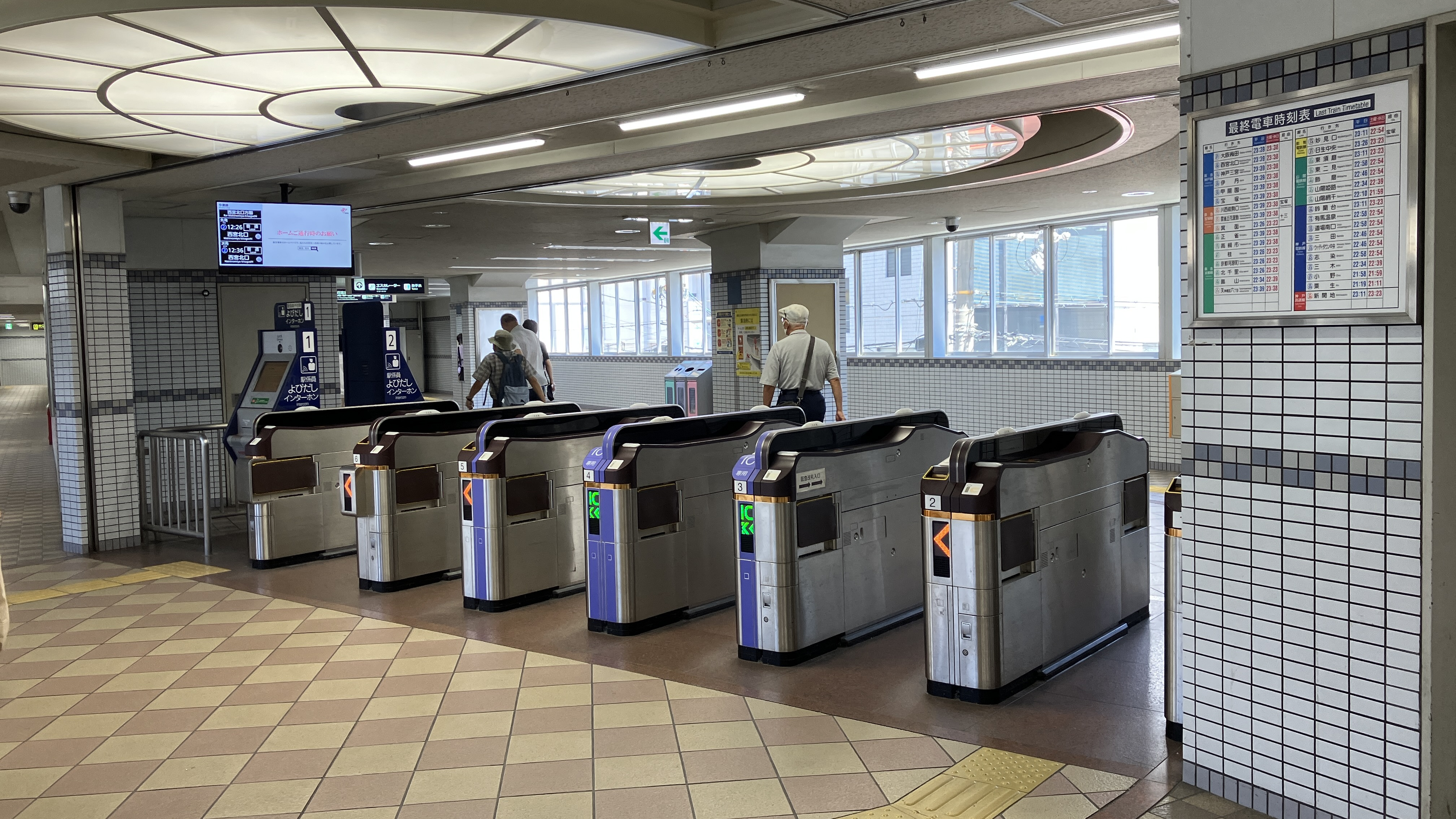
阪急改札口（2023年9月）
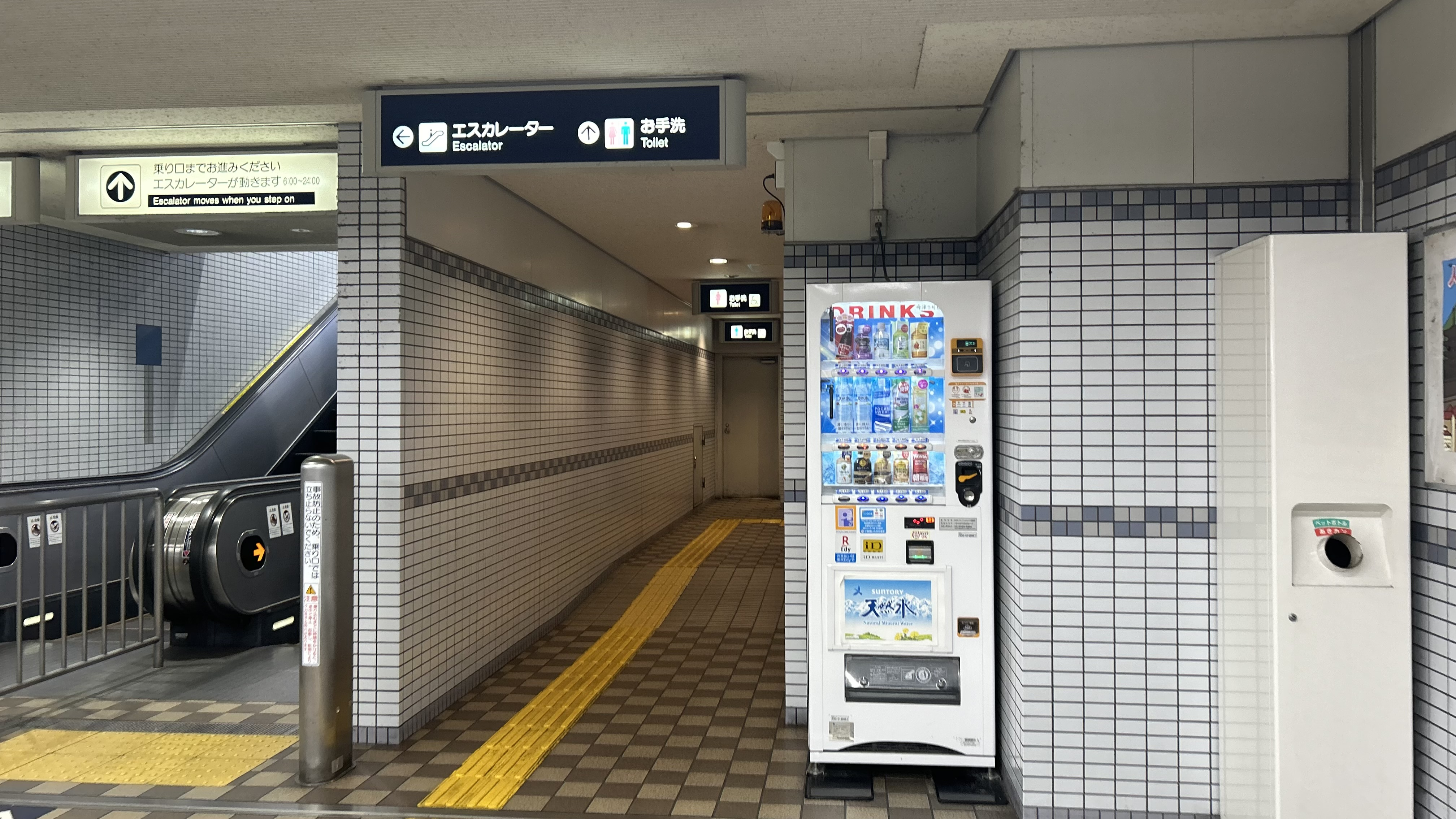
トイレ
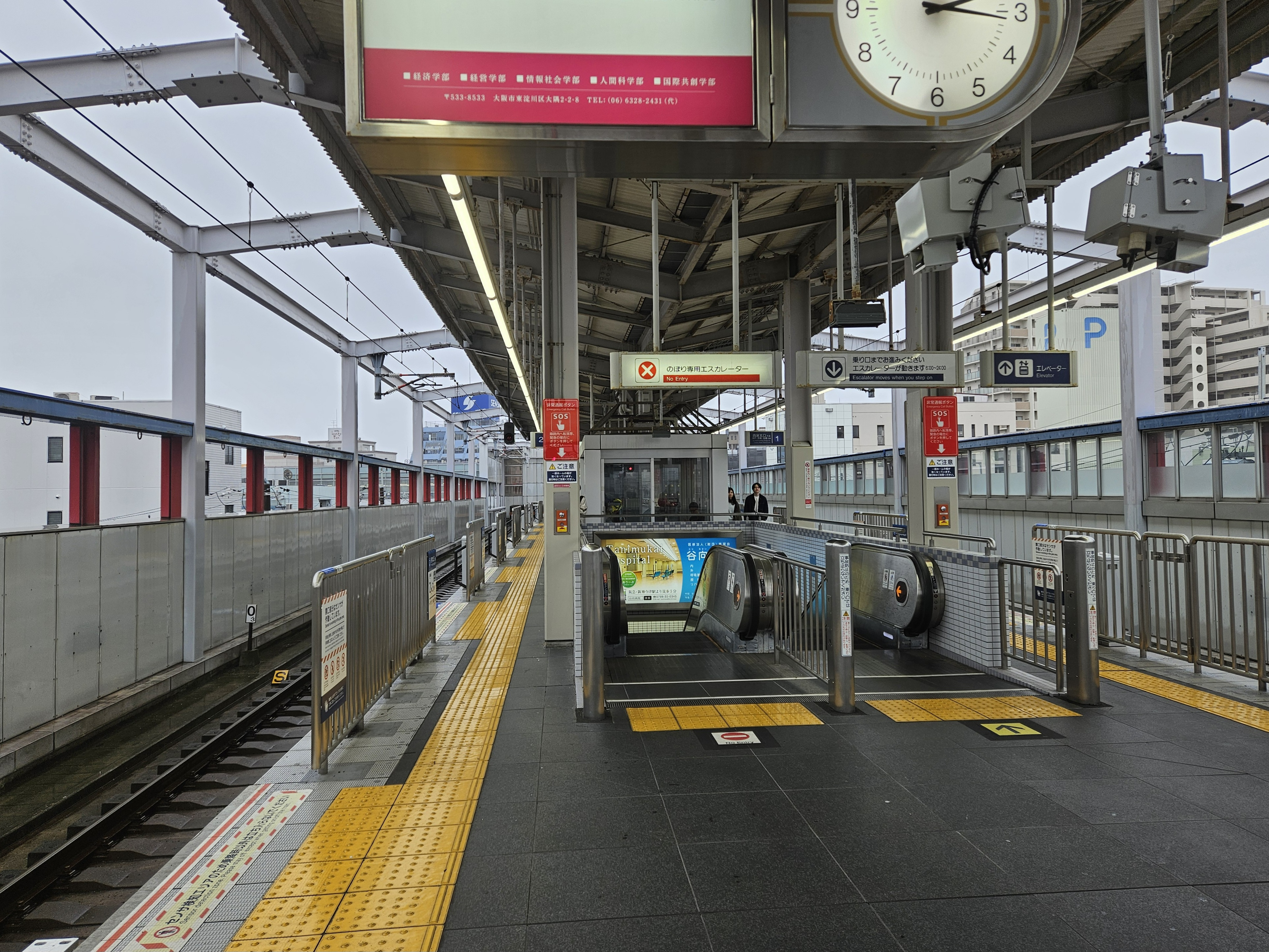
阪急ホーム（2025年4月）
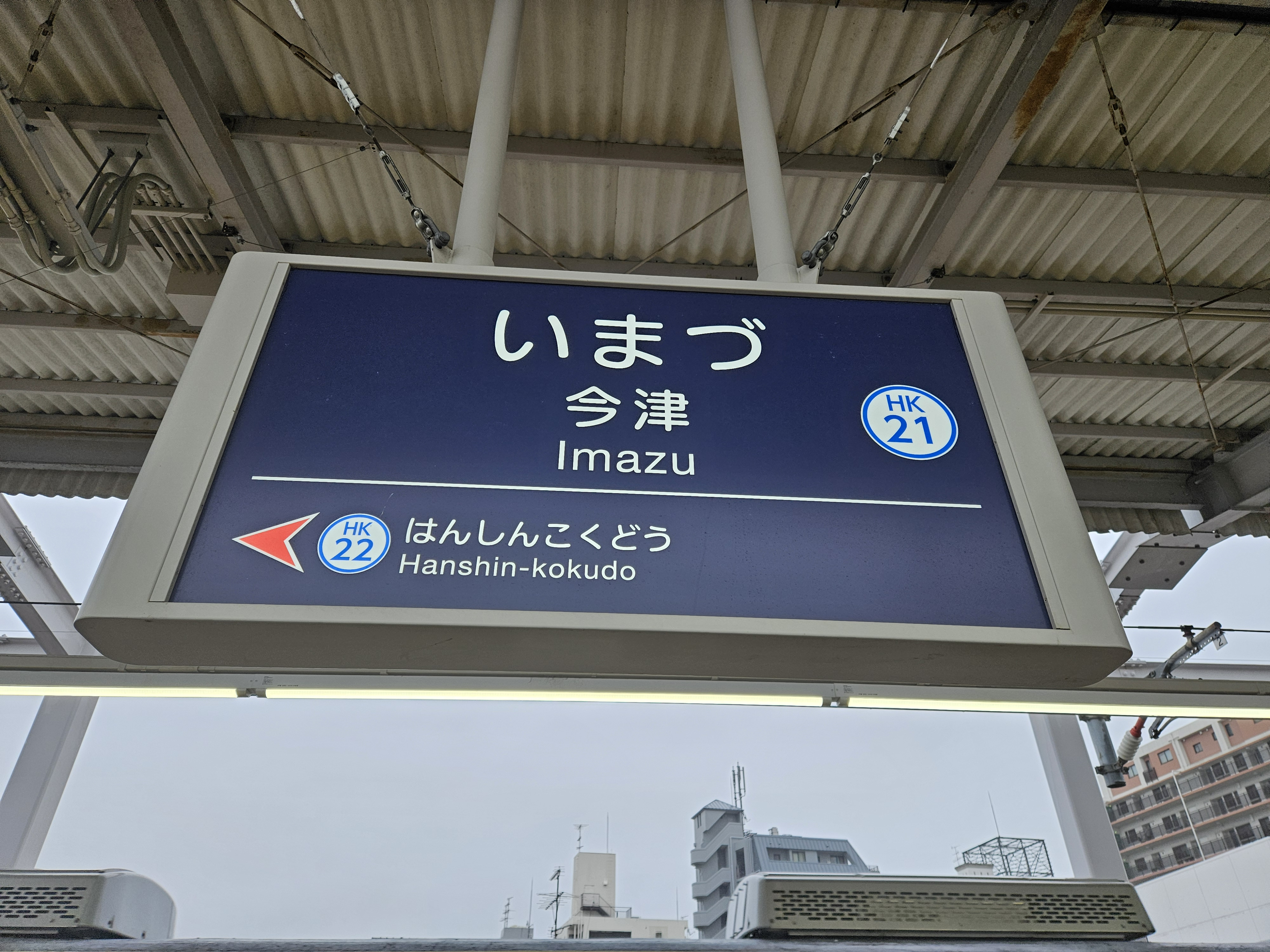
阪急駅名標

## 地上駅時代

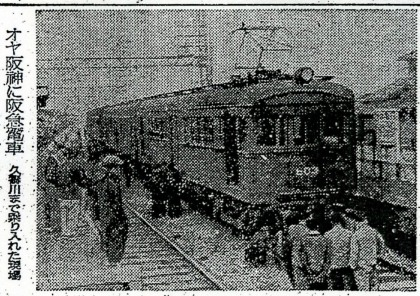
暴走した阪急電車が今津駅を突破し阪神久寿川駅のホームに衝突(1949年12月13日)

今津線が当駅まで延伸した当時は現在とほぼ同じ位置に駅があり、阪神本線とはL字接続であった。後に今津駅は編成増強などもあり、約200メートル南へ移転し、現在ある阪神今津駅北側のロータリーのあたりで塚口駅のようなほぼ直角の単線急カーブとなりながら、阪神本線とほぼ平行になるよう延伸された。
今津線の線路は、駅移転時に戦時中の軍需物資輸送を目的として阪神本線と繋げられたが、戦後に阪急車両が久寿川駅まで暴走したこともあって事故後に分断された。
阪急今津駅が高架化工事で仮ホームに移転するまで（#歴史も参照）は、阪急今津駅は2面1線、阪神今津駅は2面2線の構造であった。北側から順に、阪急の降車ホーム、阪急線路、阪急の乗車ホーム、そしてその南側に金網を挟んで阪神の上りホームがあり、阪神の上下線路を挟んで阪神の下りホーム、という構造であった。
阪急は上記の通り、かつては阪神と線路が繋がっていたこともありホームは頭端式ではなく、分断されてからも両方のホームが繋げられることはなかった。また、ホームの有効長は6両編成が停車できる長さである120mほどあったが、1984年に西宮北口駅で今津線が分断されて以降は3両編成しか発着しなくなったため、ホーム中央部には柵が設けられ、東側の3両編成分には立ち入りできなくなった。なお、降車ホームと乗車ホームとで改札口は分離されており、阪神への乗り換えは踏切を渡る必要があった。また、阪急ホームの北側には阪神の保線車、事業用車などが留置される線路が伸びていたが、これらは堀切信号場に移設されている。
阪神も阪急同様に改札口は上下線それぞれのホームに1か所ずつ設けられていたが、構内地下道が設けられており、上下線間の移動は改札を出る必要はなかった。なお、阪急、阪神ともに改札口は神戸方面端部にあった。
阪急と阪神下りホーム相互の乗り換えは、改札口のに西側にあった地下道（現在は廃止）か、市道今津西線の踏切を横断しての連絡であった。

## 利用状況

### 阪神電気鉄道
2023年11月平均の乗降人員は33,775人で、阪神全線では大阪梅田駅・神戸三宮駅・甲子園駅・尼崎駅・西宮駅・西九条駅・大阪難波駅に次いで第8位。特急通過駅では最も多い。
各年度の11月平均利用状況は下表の通り。
| 年度               | 乗車人員 | 降車人員 | 乗降人員 | 順位 | 出典       |
| ------------------ | -------- | -------- | -------- | ---- | ---------- |
| 2019年（令和元年） | 16,639   | 16,743   | 33,382   | 8位  | [ 阪神 1 ] |
| 2020年（令和02年） | 13,995   | 14,335   | 28,330   | 8位  | [ 阪神 2 ] |
| 2021年（令和03年） | 14,743   | 14,798   | 29,541   | 7位  | [ 阪神 3 ] |
| 2022年（令和04年） | 16,261   | 16,403   | 32,664   | 7位  | [ 阪神 4 ] |
| 2023年（令和05年） | 16,726   | 17,049   | 33,775   | 8位  | [ 阪神 5 ] |

### 阪急電鉄
2024年（令和6年）の通年平均乗降人員は23,193人である。阪急電鉄全駅中第31位（30位＝大宮駅、32位＝甲東園駅）。今津線単独駅では長らく甲東園駅をはじめとした北線の駅を下回る状態であったが、最新データでは最も多くなっている。
各年次の1日平均利用状況の推移は下表の通り。
| 年次               | 乗車人員 | 降車人員 | 乗降人員 | 増減率 | 順位 | 出典       |
| ------------------ | -------- | -------- | -------- | ------ | ---- | ---------- |
| 2016年（平成28年） | 12,109   | 12,089   | 24,198   |        | 36位 | [ 阪急 1 ] |
| 2017年（平成29年） |          |          | 24,320   | 0.5%   | 36位 | [ 阪急 2 ] |
| 2018年（平成30年） |          |          | 24,226   | -0.4%  | 36位 | [ 阪急 3 ] |
| 2019年（令和元年） |          |          | 24,632   | 1.7%   | 35位 | [ 阪急 4 ] |
| 2020年（令和02年） |          |          | 18,037   | -26.8% | 35位 | [ 阪急 5 ] |
| 2021年（令和03年） |          |          | 19,195   | 6.4%   | 31位 | [ 阪急 6 ] |
| 2022年（令和04年） |          |          | 21,380   | 11.4%  | 31位 | [ 阪急 7 ] |
| 2023年（令和05年） |          |          | 23,081   | 8.0%   | 30位 | [ 阪急 8 ] |
| 2024年（令和06年） |          |          | 23,193   | 0.5%   | 31位 | [ 統計 2 ] |

#### 年次別利用状況（平日限定）
2007年次から2015年次までのデータは平日限定となっていた。
| 年次               | 乗車人員 | 降車人員 | 乗降人員 | 増減率 | 順位 | 出典        |
| ------------------ | -------- | -------- | -------- | ------ | ---- | ----------- |
| 2007年（平成19年） | 10,192   | 10,162   | 20,354   |        | 45位 | [ 阪急 9 ]  |
| 2008年（平成20年） | 10,702   | 10,685   | 21,387   | 5.1%   | 41位 | [ 阪急 10 ] |
| 2009年（平成21年） | 11,182   | 11,121   | 22,303   | 4.3%   | 39位 | [ 阪急 11 ] |
| 2010年（平成22年） | 11,634   | 11,579   | 23,213   | 4.1%   | 38位 | [ 阪急 12 ] |
| 2011年（平成23年） | 12,058   | 12,009   | 24,067   | 3.7%   | 37位 | [ 阪急 13 ] |
| 2012年（平成24年） | 12,384   | 12,352   | 24,736   | 2.8%   | 37位 | [ 阪急 14 ] |
| 2013年（平成25年） | 12,521   | 12,487   | 25,008   | 1.1%   | 37位 | [ 阪急 15 ] |
| 2014年（平成26年） | 12,717   | 12,668   | 25,385   | 1.5%   | 37位 | [ 阪急 16 ] |
| 2015年（平成27年） | 12,802   | 12,796   | 25,598   | 0.8%   | 36位 | [ 阪急 17 ] |

### 年間乗車人員
近年の1年間の乗車人員は以下の通り。なお下表内の数値の単位は全て「千人」である。
| 年度               | 年間乗車人員 | 年間乗車人員 | 出典          |
| 年度               | 阪神         | 阪急         | 出典          |
| ------------------ | ------------ | ------------ | ------------- |
| 2003年（平成15年） | 3,844        | 3,608        | [ 西宮市 1 ]  |
| 2004年（平成16年） | 3,971        | 3,551        | [ 西宮市 1 ]  |
| 2005年（平成17年） | 3,971        | 3,612        | [ 西宮市 1 ]  |
| 2006年（平成18年） | 4,069        | 3,697        | [ 西宮市 1 ]  |
| 2007年（平成19年） | 4,232        | 3,939        | [ 西宮市 1 ]  |
| 2008年（平成20年） | 4,325        | 4,005        | [ 西宮市 1 ]  |
| 2009年（平成21年） | 4,615        | 4,086        | [ 西宮市 2 ]  |
| 2010年（平成22年） | 4,986        | 4,306        | [ 西宮市 3 ]  |
| 2011年（平成23年） | 5,090        | 4,502        | [ 西宮市 4 ]  |
| 2012年（平成24年） | 5,346        | 4,716        | [ 西宮市 5 ]  |
| 2013年（平成25年） | 5,593        | 4,960        | [ 西宮市 5 ]  |
| 2014年（平成26年） | 5,804        | 5,203        | [ 西宮市 5 ]  |
| 2015年（平成27年） | 5,965        | 5,270        | [ 西宮市 5 ]  |
| 2016年（平成28年） | 6,107        | 5,324        | [ 西宮市 6 ]  |
| 2017年（平成29年） | 6,139        | 5,249        | [ 西宮市 7 ]  |
| 2018年（平成30年） | 6,166        | 5,406        | [ 西宮市 8 ]  |
| 2019年（令和元年） | 6,219        | 5,387        | [ 西宮市 9 ]  |
| 2020年（令和02年） | 4,792        | 4,113        | [ 西宮市 10 ] |
| 2021年（令和03年） | 5,049        | 4,449        | [ 西宮市 11 ] |
| 2022年（令和04年） | 5,597        | 4,744        | [ 西宮市 12 ] |

## 駅周辺
パチンコ店、居酒屋、カラオケ店、ラブホテルなどがある歓楽街である。以前は、TOHOシネマズ西宮OSができるまで西宮市内で最後の映画館となっていた「今津文化」があった（津門呉羽町。1995年12月閉館、跡地はマンション）。同館は晩年はピンク映画のみ上映していたが、阪神・淡路大震災後の一時期は、通常の映画を上映していた。
- エキーマ今津（阪神今津駅高架下・南隣）- 2008年3月13日開業。

高架下または駅南隣の1階にはライフ今津駅前店や飲食店などが、改札口向かいまたは駅南隣の2階にはベーカリーショップなどの各種店舗、マッサージ店、歯科医院などが入居している。
- 西宮津門郵便局
- 浄願寺
- 津門中央公園
- 国道43号

この他、南側にやや離れた臨港線沿道には多数のロードサイド店舗が集まっている。

### バス路線
市道今津西線沿い、阪急今津駅前に阪神今津駅前停留所がある。
阪神バス
- 西宮甲子園線　阪神西宮 - 阪神甲子園

土休日の日中に1往復のみ運行で、平日は終日運休となる。

## 備考
- 今津駅を基点として、阪急・阪神それぞれの初乗り区間[注 3]相互を利用する際は乗り継ぎ割引制度が適用され、それぞれの合算運賃から大人20円・子供10円が割引される（ただし、きっぷで乗車する場合は、予め連絡乗車券を購入する必要がある）。
- 大阪梅田駅 - 神戸三宮駅間を含む、阪急または阪神の通勤定期券を所持している場合、他方にも乗車することができるというルールがあるが、当駅での乗り継ぎは不可となっている。

## 隣の駅
阪神電気鉄道
本線
■直通特急・■特急・■快速急行（平日朝ラッシュ時）
通過
■区間特急（大阪梅田行きのみ運転）
甲子園駅 (HS 14) ← 今津駅 (HS 16) ← 香櫨園駅 (HS 18)
■快速急行（平日日中以降・土休日）・■急行・■区間急行（上りのみ）
甲子園駅 (HS 14) - 今津駅 (HS 16) - 西宮駅 (HS 17)
■普通
久寿川駅 (HS 15) - 今津駅 (HS 16) - 西宮駅 (HS 17)
- 2001年まで、当駅と西宮駅の間に西宮東口駅が存在した。

阪急電鉄
■今津線（今津南線）
阪神国道駅 (HK-22) - 今津駅 (HK-21)

### 記事本文